# Maxates acyra
Maxates acyra es una especie de polillas de la familia Geometridae, descrita por primera vez por el lepidopterólogo Louis Beethoven Prout en 1935, con distribución en China. El holotipo de la especie fue descrita en los bosques del Monte Emei, entre 4000 y 4500 metros sobre el nivel del mar. M. acyra fue transferido desde Hemistola en 2009.